# Neotyphloplanida
Infra-ordre
Les Neotyphloplanida sont un infra-ordre de vers plats de l'ordre des Rhabdocoela (sous-ordre des Dalytyphloplanida).

## Systématique
L'infra-ordre des Neotyphloplanida a été créé en 2006 par Wim R. Willems (d), Andreas Wallberg (d), Ulf Jondelius (d), D. Timothy J. Littlewood (d), Thierry Backeljau (d), Ernest R. Schockaert (d) et Tom J. Artois (d).

### Sous-taxons et leurs synonymes
Selon la base de données World Register of Marine Species (20 décembre 2023), l'infra-ordre des Neotyphloplanida se décompose en sous-taxons comme indiqué dans l'arbre suivant. Les synonymes sont regroupés en fin de chaque branche de l'arbre.
- Infra-ordre des Neotyphloplanida :
  - parv-ordre des Limnotyphloplanida
    - famille des Dalyelliidae Graff, 1905
    - famille des Jenseniidae Van Steenkiste, Rivlin, Kahn, Wakeman & Leander, 2021
    - famille des Temnocephalidae Van Steenkiste, Rivlin, Kahn, Wakeman & Leander, 2021
    - famille des Typhloplanidae Graff, 1905 (298)
    - la section des Temnocephalida est synonyme de Temnocephalidae Van Steenkiste, Rivlin, Kahn, Wakeman & Leander, 2021
      - Superfamille des Scutarielloidea Baer, 1953
        - la famille des Scutariellidae Annandale, 1912 est synonyme de Scutariellinae Annandale, 1912, une sous-famille de la famille des Temnocephalidae

      - Superfamille des Temnocephaloidea Baer, 1953
        - la famille des Actinodactylellidae Benham, 1901 est synonyme de Actinodactylellinae Benham, 1901, une sous-famille de la famille des Temnocephalidae
        - la famille des Diceratocephalidae Joffe, Cannon & Schockaert, 1998 est synonyme de Diceratocephalinae Joffe, Cannon & Schockaert, 1998, une sous-famille de la famille des Temnocephalidae
        - la famille des Didymorchidae Bresslau & Reisinger, 1933 est synonyme de Didymorchinae Bresslau & Reisinger, 1933, une sous-famille de la famille des Temnocephalidae
        - la famille des Temnocephalidae Monticelli, 1898 est synonyme de Temnocephalidae Van Steenkiste, Rivlin, Kahn, Wakeman & Leander, 2021

    - la famille des Carcharodopharyngidae Bresslau, 1928-33 est supprimée
    - la famille des Mesostomidae Graff, 1882 est synonyme de Typhloplanidae Graff, 1905
    - la famille des Mesovorticidae An der Lan, 1939 est synonyme de Dalyelliidae Graff, 1905

  - parv-ordre des Thalassotyphloplanida
    - famille des Adenorhynchidae Ax & Heller, 1970
    - famille des Astrotorhynchidae Graff, 1905 est synonyme de Astrotorhynchinae Graff, 1905
    - famille des Byrsophlebidae Graff, 1882
    - famille des Kytorhynchidae Rieger, 1974
    - famille des Promesostomidae Graff, 1882
    - famille des Trigonostomidae Graff, 1905
    - genre Aegira Willems, Artois, Vermin, Backeljau & Schockaert, 2005
    - genre Brinkmanniella Luther, 1943
    - genre Gaziella De Clerck & Schockaert, 1995
    - la section Proxenetidae est synonyme de Trigonostomidae Graff, 1905
    - la famille des Typhlorhynchidae Meixner, 1926 est synonyme de Schizorhynchidae Graff, 1905 (famille dans le sous-ordre des Kalyptorhynchia)

### Publication originale
(en) Wim R. Willems, Andreas Wallberg, Ulf Jondelius, David T. J. Littlewood, Thierry Backeljau, Ernest R. Schockaert et Tom J. Artois, « Filling a gap in the phylogeny of flatworms: relationships within the Rhabdocoela (Platyhelminthes), inferred from 18S ribosomal DNA sequences », Zoologica Scripta, Suède, vol. 35,‎ 2006, p. 1-17 (ISSN 0300-3256, e-ISSN 1463-6409, lire en ligne, consulté le 8 janvier 2024).